# 永生基督書院
永生基督書院（Eternal-Life Christ College）是一所在臺灣臺北市中正區的基督學院。

## 校長
- 現任：鄭啟城

## 教學單位
- 音樂系[2]
- 英文系
- 企業管理系
- 大眾傳播系
- 商業設計系

## 校友
- 何淦銘[3]－新竹縣竹北市市長
- 蔡燦得－女演員、作家、主持人。
- 林子娟－女歌手
- 陳怡婷－女歌手

## 資料來源
1. ↑  . TVBS新聞網. 2004-11-12  [2021-07-10]. （原始内容存档于2021-07-12）.
2. ↑  . 高雄市政府文化局.   [2022-01-05]. （原始内容存档于2021-07-13）.
3. ↑  . 自由時報電子報. 2014-11-25  [2021-07-10]. （原始内容存档于2021-07-10）.

## 外部連結
- 永生基督書院 （页面存档备份，存于）